# Matt Elliott (football)
Matt Elliott, né le 1er novembre 1968 à Wandsworth (Angleterre), est un footballeur écossais, qui évoluait au poste de défenseur en équipe d'Écosse. 
Elliott a marqué un but lors de ses dix-huit sélections avec l'équipe d'Écosse entre 1998 et 2001.

## Carrière joueur
- 1988-mars 1989 : Charlton Athletic
- mars 1989-1992 : Torquay United 
  - mars 1992-1992 : Scunthorpe United  (prêt)
- 1992-nov. 1993 : Scunthorpe United
- nov. 1993-jan. 1997 : Oxford United
- jan. 1997-jan. 2005 : Leicester City 
  - mars 2004-2004  : Ipswich Town  (prêt)

## Carrière entraineur
- jan. 2011-2011 : Stafford rangers

## Palmarès

### En équipe nationale
- 18 sélections et 1 but avec l'équipe d'Écosse entre 1998 et 2001.

### Avec Leicester City
- Vainqueur de la Coupe de la Ligue anglaise de football en 2000.